# Severînivka, raionul Sumî, regiunea Sumî
Severînivka (în ucraineană Северинівка) este localitatea de reședință a comunei Severînivka din raionul Sumî, regiunea Sumî, Ucraina.

## Demografie
Componența lingvistică a localității Severînivka
     Ucraineană (94,98%)
     Rusă (4,31%)
     Alte limbi (0,72%)
Conform recensământului din 2001, majoritatea populației localității Severînivka era vorbitoare de ucraineană (94,98%), existând în minoritate și vorbitori de rusă (4,31%).